# سیدنی پوآتیه
سیدنی پوآتیه KBE (به انگلیسی: Sidney Poitier)؛ (۲۰ فوریهٔ ۱۹۲۷ – ۶ ژانویهٔ ۲۰۲۲) بازیگر، کارگردان فیلم و سفیر باهامایی-آمریکایی بود. او در طول ۶۰ سال حرفه‌ای خود افتخارات گوناگونی از جمله یک جایزهٔ اسکار، دو جایزهٔ گلدن گلوب، یک جایزهٔ آکادمی فیلم بریتانیا و یک جایزهٔ گرمی دریافت کرد. در سال ۱۹۶۴ سیدنی پوآتیه نخستین شخص سیاه‌پوست و باهامایی بود که برندهٔ جایزهٔ اسکار بهترین بازیگر نقش اول مرد شد. او از سال ۱۹۹۷ تا ۲۰۰۷ سفیر باهاما در ژاپن بود.
پواتیه با بازی در فیلم‌های گوناگون به کشف نژادپرستی در جامعه آمریکا کمک کرد و دراین روند به مدافع قدرتمند حقوق مدنی بدل شد.

## زندگی حرفه‌ای
خانوادهٔ پوآتیه در باهاما که در آن زمان هنوز مستعمرهٔ بریتانیا بود زندگی می‌کردند. اما او غیرمنتظره در میامی به دنیا آمد و به او شهروندی ایالات متحده داده شد. سیدنی پوآتیه در باهاما بزرگ شد. اما در سن ۱۵ سالگی به میامی و در ۱۶ سالگی به نیویورک رفت. پوآتیه به تئاتر نیگرو آمریکا پیوست و اجرای موفقیت‌آمیز خود را در نقش یک دانش‌آموز دبیرستانی در فیلم مدرسه اوباش و اراذل (۱۹۵۵) ایفا کرد. سیدنی پوآتیه در سال ۱۹۵۸ در فیلم ستیزه‌جویان که نامزد دریافت ۹ جایزهٔ اسکار شد نقش یک محکوم فراری را ایفا کرد. پوآتیه برای این نقش، نخستین بازیگر سیاه‌پوست بود که نامزد دریافت جایزهٔ بهترین بازیگر مرد شد. او در سال ۱۹۶۴ برای فیلم زنبق‌های مزرعه (۱۹۶۳) برندهٔ جایزهٔ اسکار و گلدن گلوب در رشتهٔ بهترین بازیگر مرد شد. سیدنی پوآتیه در این فیلم نقش یک تعمیرکار را ایفا کرد که به گروهی از راهبه‌های آلمانی‌زبان کمک می‌کند تا یک کلیسا بسازند.
پوآتیه برای نقش‌آفرینی در پورگی و بس (۱۹۵۹)، رنگی کشمشی در خورشید (۱۹۶۱) و تکه‌ای آبی (۱۹۶۵) مورد تحسین قرار گرفت. او در سه فیلم موفق سال ۱۹۶۷ که به مسائل مربوط به نژاد و روابط نژادی می‌پرداختند به پیشرفت کاری خود در فیلم‌های به آقا، با عشق، حدس بزن چه‌کسی برای شام می‌آید و در گرمای شب ادامه داد. سیدنی پوآتیه برای بازی در فیلم در گرمای شب نامزد دریافت جایزهٔ گلدن گلوب و آکادمی بریتانیا شد و در نظرسنجی سال بعد به عنوان برترین ستارهٔ گیشه آمریکا انتخاب شد. پوآتیه با آغاز دهه ۱۹۷۰ فیلم‌های کمدی مختلفی از جمله حرکت دیوانه‌وار (۱۹۸۰) را کارگردانی کرد. پس از نزدیک به یک دهه دوری از بازیگری، او با بازی در فیلم‌های شلیک برای کشتن (۱۹۸۸) و شیادان (۱۹۹۲) به فعالیت در زمینهٔ تلویزیون و سینما بازگشت.

## افتخارات
پوآتیه در سال ۱۹۷۴ از سوی الیزابت دوم نشان شوالیه را دریافت کرد. او در سال ۱۹۹۵ نشان افتخار مرکز کندی را دریافت کرد. در سال ۲۰۰۹ نشان افتخار آزادی رئیس‌جمهوری، بالاترین افتخار غیرنظامی در ایالات متحده به او داده شد. سیدنی پوآتیه در سال ۲۰۱۶ بفتا فلوشیپ را برای یک عمر دستاورد برجسته در فیلم دریافت کرد. نام او در سال ۱۹۹۹ از سوی انستیتوی فیلم آمریکایی در رتبهٔ ۲۲ فهرست «۱۰۰ سال… ۱۰۰ ستاره» قرار گرفت. در سال ۱۹۸۲ سیدنی پوآتیه جایزهٔ گلدن گلوب سیسیل بی دمیل و در سال ۲۰۰۰ جایزهٔ یک عمر دستاورد هنری انجمن بازیگران فیلم را دریافت کرد. در سال ۲۰۰۲ به پاس قدردانی از «دستاوردهای چشمگیرش به‌عنوان یک هنرمند و یک انسان» جایزهٔ اسکار افتخاری به او داده شد.